# Colin Campbell (futbolista)
Colin Lazonby Campbell Lazonby (Lima, Perú, 18 de noviembre de 1879-Santiago, Chile, 28 de julio de 1964) fue un futbolista y contador chileno que se desempeñaba como delantero centro.
Fue uno de los once jugadores que disputaron el primer encuentro de la selección chilena, en un encuentro amistoso previo a la Copa Centenario Revolución de Mayo de 1910 frente a Argentina.

## Trayectoria
Hijo de Donald Campbell y de Catherine Lazonby, nació por razones laborales de su padre en Lima, Perú. En 1886 la familia llegó a Chile, donde Colin comenzó a jugar fútbol. Luego de la muerte de su padre, la familia tomó la decisión de volver a Inglaterra. Colin practicó fútbol y críquet, y llegó a ser parte del seleccionado de su colegio y de su condado. Formó parte del Hesketh Park F. C. entre 1901 y 1903.
En 1904 viajó a Chile para trabajar en Weir, Scott & Cía. Luego de haber declinado ingresar al Atlético Unión, llegó a Santiago National, donde en poco tiempo se convirtió en su capitán. Además de actuar por Santiago National, tuvo breves pasos por Badminton de Valparaíso y Concepción United, y en 1910 anunció su retiro para dedicarse al críquet.
En 1922 volvió al fútbol en el English, y, con este club, enfrentó a Colo-Colo en su primer encuentro el 31 de mayo de 1925. En 1927 anunció su definitivo alejamiento del fútbol.
Fue padre de Donald Campbell e Ian Campbell, ambos destacados jugadores de rugby que llegaron a representar a la selección chilena, y quienes son miembros del Salón de la Fama de la World Rugby. En 1944 perdió a su hijo mayor Donald, quien murió en la Segunda Guerra Mundial.

## Selección nacional
Campbell fue uno de los once integrantes del primer encuentro de la selección chilena, disputado el 27 de mayo de 1910 en Buenos Aires frente a Argentina. Este duelo, en el que Chile se inclinó por 1-3, era un amistoso previo a la Copa Centenario Revolución de Mayo. Por el torneo oficial, Campbell jugó los dos encuentros y marcó un gol ante Argentina.
Más tarde, en ese mismo año, participó en los encuentros del centenario de Chile, disputados en Viña del Mar. Fue el único jugador de Santiago convocado para estos partidos.

### Partidos internacionales
| 1     | 27 de mayo de 1910       | Cancha Belgrano Athletic Club, Buenos Aires, Argentina | Argentina  | 3-1 | Chile     |   | Amistoso                           |
| 2     | 29 de mayo de 1910       | Cancha de Colegiales, Buenos Aires, Argentina          | Uruguay    | 3-0 | Chile     |   | Copa Centenario Revolución de Mayo |
| 3     | 5 de junio de 1910       | Estadio G.E.B.A., Buenos Aires, Argentina              | Argentina  | 5-1 | Chile     |   | Copa Centenario Revolución de Mayo |
| 4     | 11 de septiembre de 1910 | Valparaíso Sporting Club, Viña del Mar, Chile          | Chile      | 0-3 | Argentina |   | Amistoso                           |
| Total |                          |                                                        | Presencias | 4   | Goles     | 1 |                                    |

| 1     | 8 de junio de 1910 | Cancha Belgrano Athletic Club, Buenos Aires, Argentina | Alumni     | 2-2 | Chile |   | Amistoso |
| Total |                    |                                                        | Presencias | 1   | Goles | 1 |          |

## Clubes
| Club              | País       | Año       |
| ----------------- | ---------- | --------- |
| Hesketh Park      | Inglaterra | 1901-1903 |
| Santiago National | Chile      | 1904-1905 |
| Badminton         | Chile      | 1906-1907 |
| Santiago National | Chile      | 1908      |
| Concepción United | Chile      | 1909      |
| Santiago National | Chile      | 1910      |
| English           | Chile      | 1922-1927 |

## Palmarés

### Campeonatos locales
| Título          | Club      | Año  |
| --------------- | --------- | ---- |
| Liga Valparaíso | Badminton | 1906 |
| Copa Sporting   | Badminton | 1906 |